# 阿拉福兹
阿拉福兹（丹麥語：Arla Foods amba）是丹麦一家乳制品跨國企業，也是斯堪的纳维亚最大的乳制品生產企業。
2000年4月17日，瑞典乳制品企業Arla和丹麦乳制品公司MD Foods合并組建阿拉福兹（Arla Foods）。

## 历史

### 起源
1880年代，瑞典和丹麦的奶农開始購買乳制品生产设施並創辦小型合作社。1881年，第一家乳业公司Arla Mejeriförening在瑞典西曼兰成立。1882年，第一家丹麦乳业公司在日德兰南部成立。
1915年4月26日，斯德哥尔摩和邻近的奶农創辦了瑞典最大的奶业合作组织 Lantmännens mjölkförsäljningsförening，该协会旗下設有販賣乳制品的商店。
1927年，该公司注册了商標Mjölkcentralen（简称 MC）。1950年代开始，瑞典其他地区乳品厂也开始加入MC。  1975年，MC更名为 Arla。
20世纪末，Arla在瑞典拥有65%的市场份额。 
1970年10月1日，丹麥的四家乳品公司和三个独立的乳品厂合併為Mejeriselskabet Danmark (MD) 。  1988年，公司更名为MD Foods。1992年，MD Foods与丹麦第二大乳制品公司Kløver Mælk签署了合作协议。1999 年，两家公司合并為MD Foods，新成立的公司的牛奶产量佔到了丹麦市場份額的90%。
2000年4月，MD Foods与瑞典Arla合并為Arla Foods A.m.b.A，新公司总部位于丹麦奥尔胡斯。2012年10月1日起，成立於1966年的德國乳製品和牛奶企業Milch-Union Hocheifel成为Arla集团的一部分並更名為MUH Arla。

### 現況營運
阿拉福兹(Arla Foods)是全球牛奶產量第四大乳製品公司，營業額第七大。2016 年初，於西歐和斯堪的納維亞半島的 12,500 名農民擁有該合作社。 